# Yara (película)
Yara es una película de drama policial italiana de 2021 dirigida por Marco Tullio Giordana, escrita por Graziano Diana y protagonizada por Isabella Ragonese, Alessio Boni y Roberto Zibetti. Basada en una historia real, la película sigue a una fiscal italiana y sus intentos de encontrar al asesino de Yara Gambirasio, de 13 años. La película fue lanzada por Netflix el 5 de noviembre de 2021.

## Reparto
- Isabella Ragonese
- Alessio Boni
- Chiara Bono como Yara
- Roberto Zibetti
- Aiman Machhour como Mohamed Fikri
- Mario Pirrello
- Sandra Toffolatti
- Thomas Trabacchi
- Lorenzo Acquaviva como Avvocato Claudio Salvagni
- Donatella Bartoli como El profesor escolar de Yara
- Andrea Bruschi
- Guglielmo Favilla como Tenente Colonnello Emiliani
- Nicole Fornaro como El profesor de gimnasia de Yara
- Miro Landoni